# Bologna–Ancona-vasútvonal
Az Bologna–Ancona-vasútvonal egy vasúti fővonal Olaszországban Bologna és Ancona között. A vasútvonal 1435 mm nyomtávolságú, kétvágányú, 204 km hosszúságú, 3000 V egyenárammal villamosított.

## Galéria

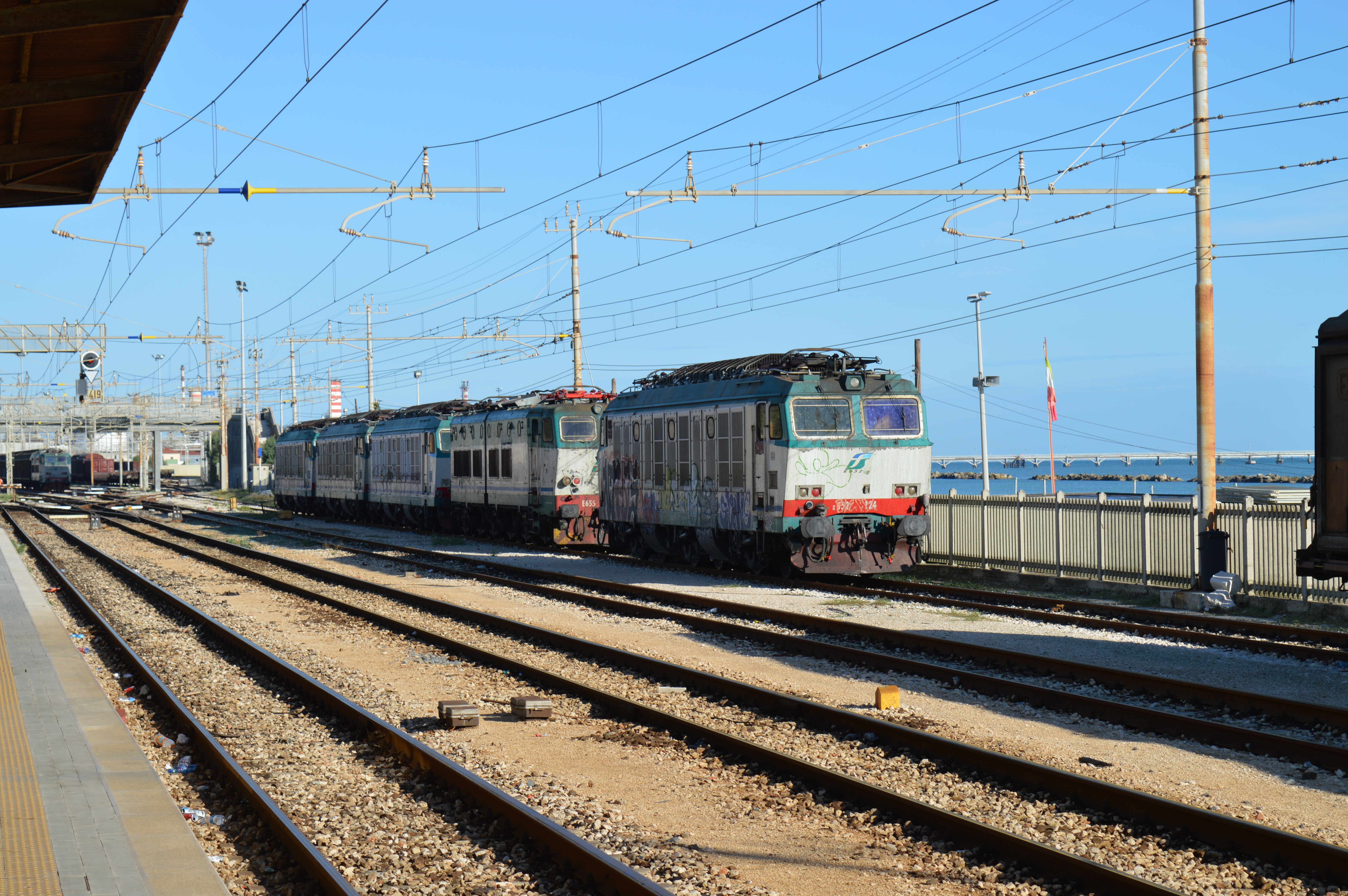
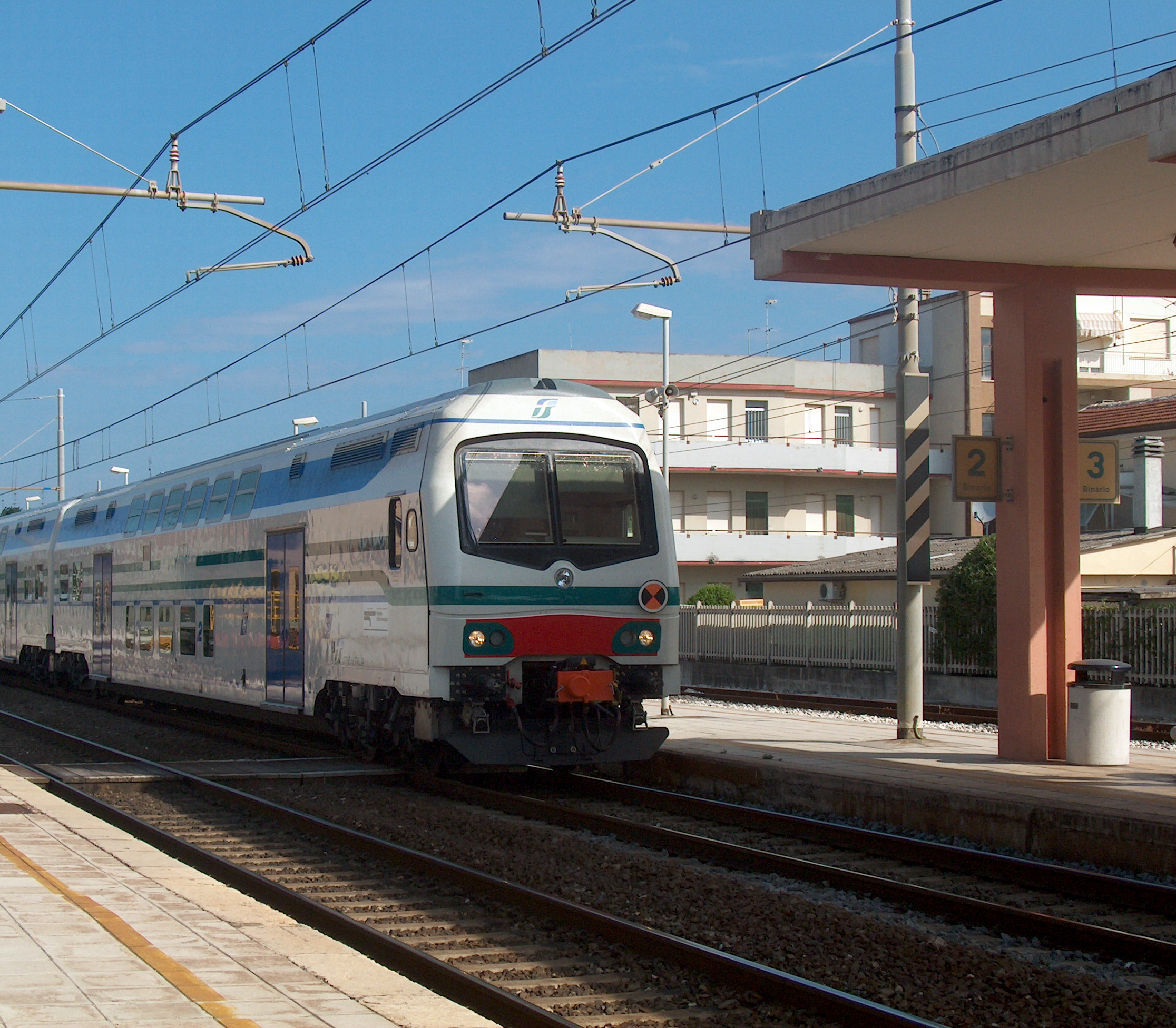
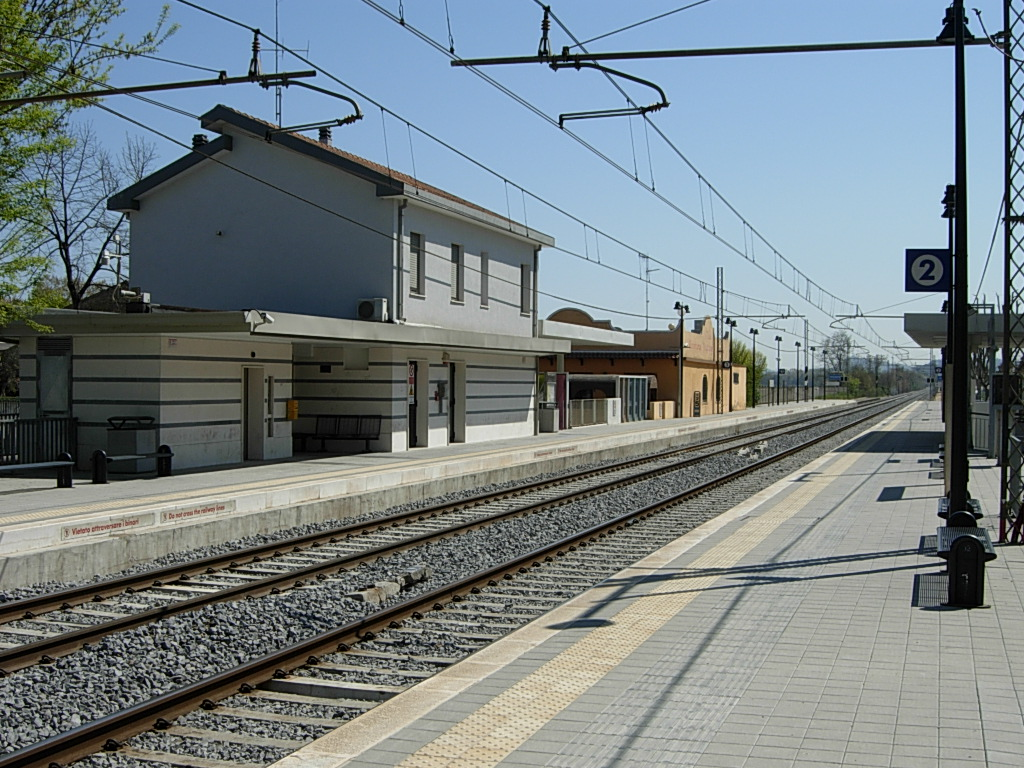
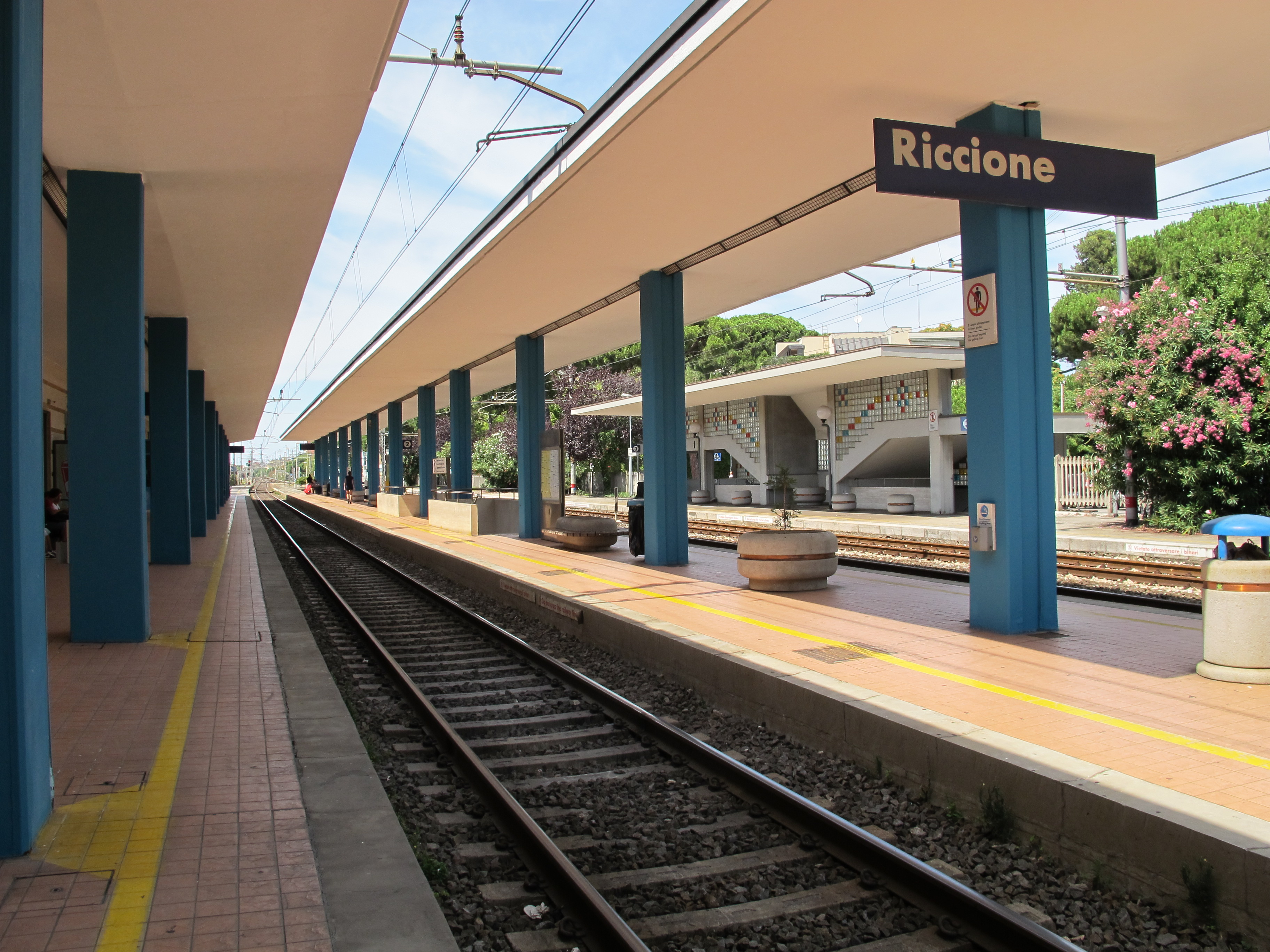
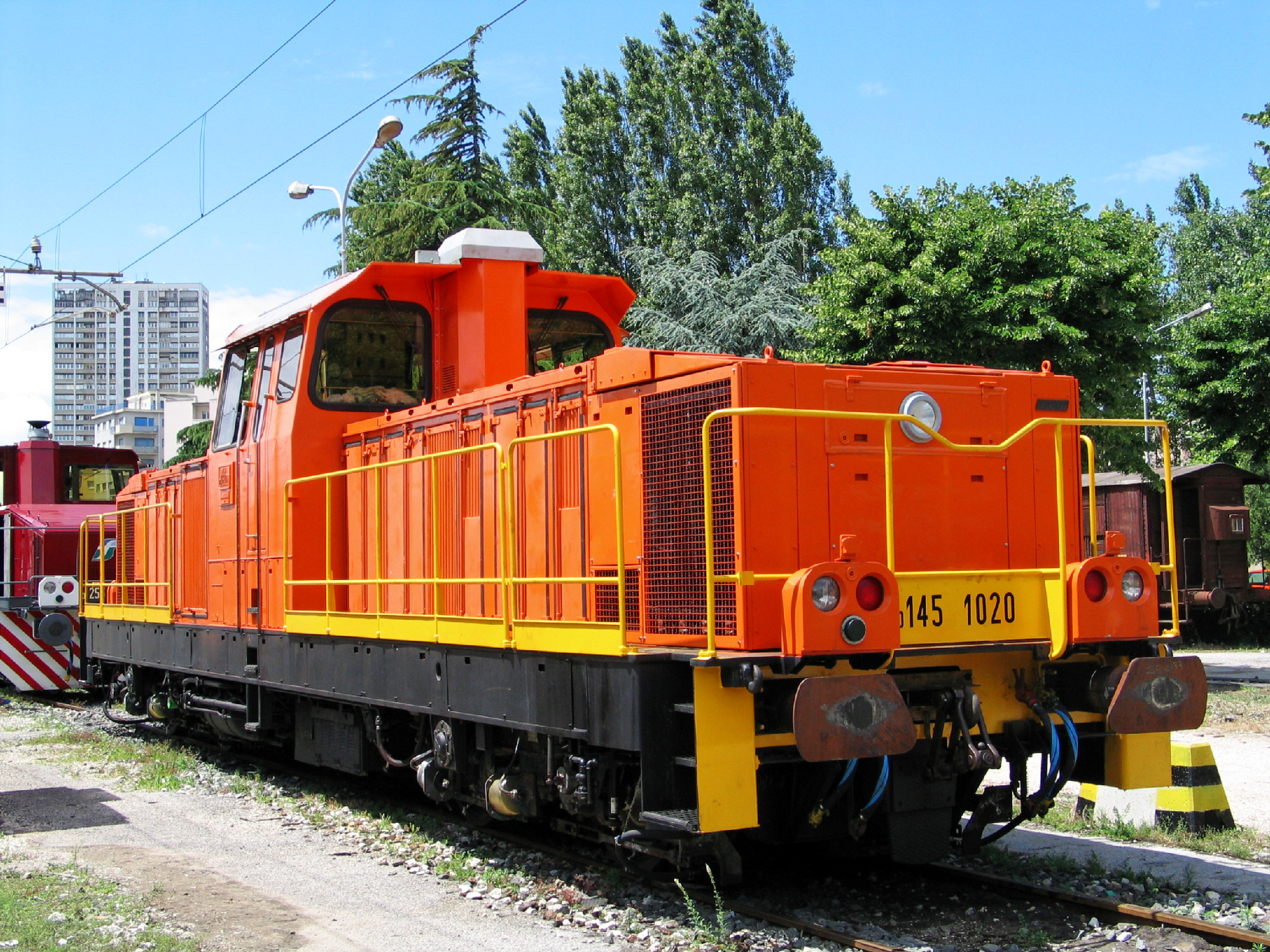
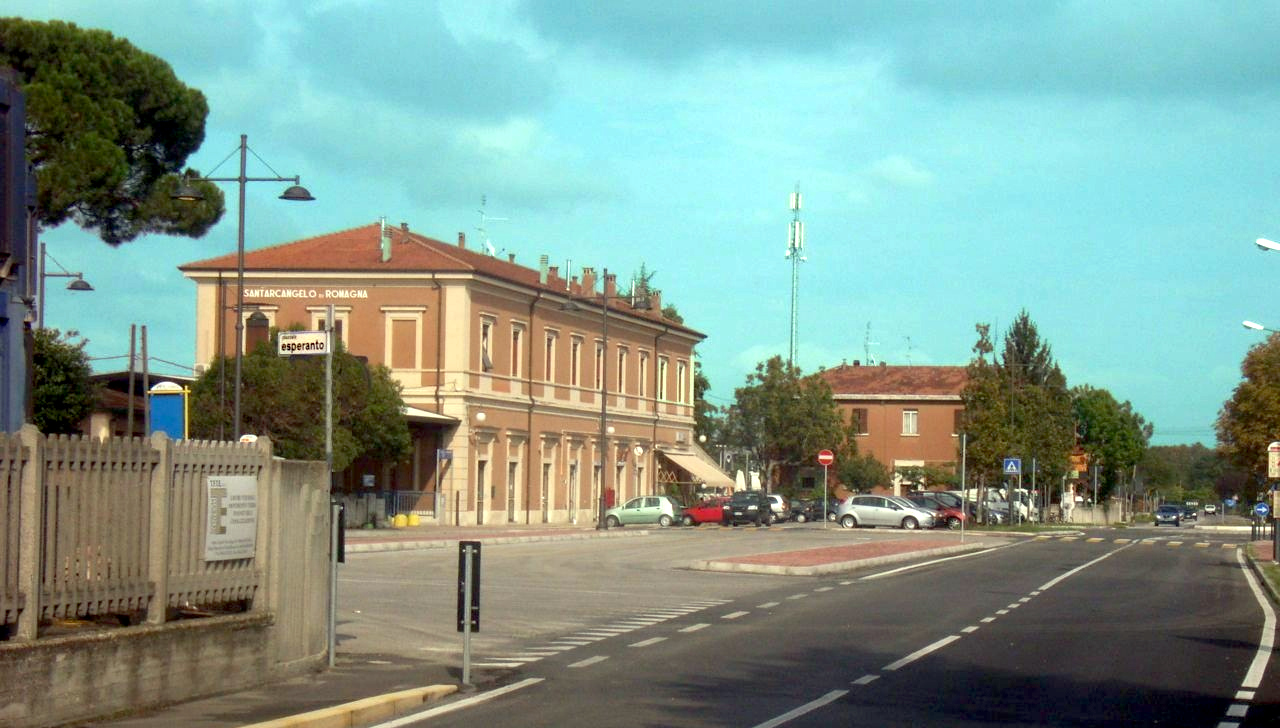
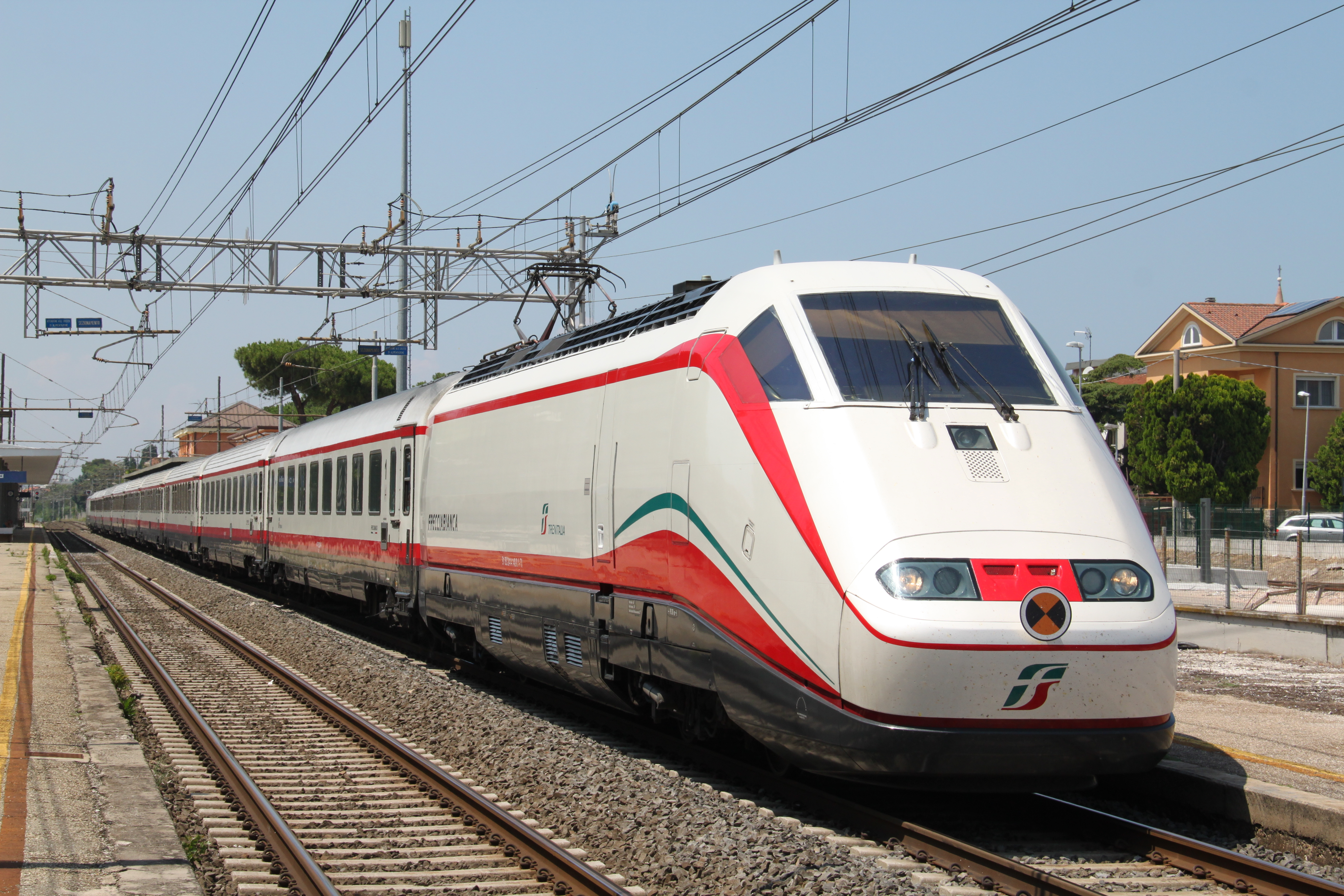
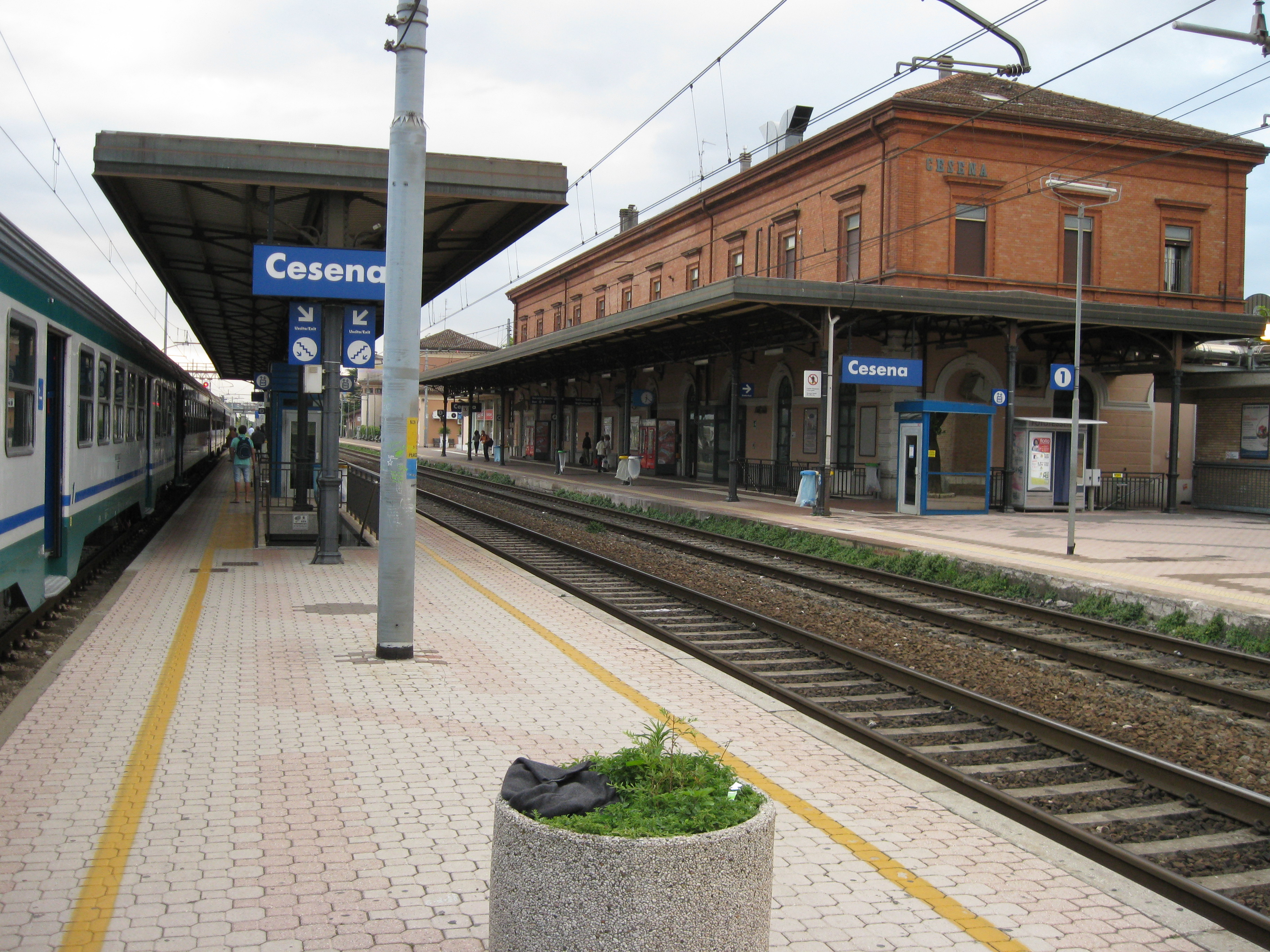
Stazione di Cesena